# San Marco di Oulx
San Marco è una frazione del comune di Oulx. Il piccolo borgo è situato sulla Strada Provinciale per Sauze d'Oulx, a 1212 di altitudine. La cappella dedicata a San Marco è citata nella Bolla del vescovo Cuniberto del 1065. Conserva una bella ancona barocca e sui muri esterni sono visibili tracce di affresco del XVI secolo. Accanto alla cappella vi sono una magnifica fontana cinquecentesca e il tiglio della libertà risalente agli anni della Rivoluzione francese.